# Flughafen Osijek/Klisa

i7
i11
i13
Der internationale Flughafen Osijek/Klisa (kroat.: Zračna luka Osijek/Klisa, IATA-Code: OSI, ICAO-Code: LDOS) befindet sich 20 km südöstlich von Osijek entfernt. In der Vergangenheit flog Ryanair saisonal nach Frankfurt-Hahn und Germanwings nach Köln-Bonn. Trade Air verbindet im Codesharing mit Croatia Airlines Osijek im Sommer fünfmal die Woche und im Winter dreimal die Woche mit Zagreb.

## Verkehrsanbindung
Der Flughafen ist von Osijek aus mit dem Auto über die Staatsstraße D2 zu erreichen. Außerdem gibt es eine Busverbindung nach Osijek.

## Flüge und Ziele
Im Sommer 2020 werden folgende Ziele angeflogen:
| Fluggesellschaft          | Ziel      | Flugtage   | Flugzeugtyp            | Bemerkungen   |
| ------------------------- | --------- | ---------- | ---------------------- | ------------- |
| Croatia Airlines (OU/CTN) | Dubrovnik | Do         | De Havilland DHC-8-400 | Saisonal      |
| Croatia Airlines (OU/CTN) | Split     | Fr         | De Havilland DHC-8-400 | Saisonal      |
| Trade Air (C3/TDR)        | Zagreb    | Mo, Mi, Fr | Let L410               | Je zwei Flüge |
| Trade Air (C3/TDR)        | Rijeka    | Di, Do     | Let L410               |               |
| Trade Air (C3/TDR)        | Pula      | Mo, Fr     | Let L410               |               |
| Eurowings (EW/EWG)        | Stuttgart | Di, So     | Airbus A319            |               |